# Alphonse-Charles Masson
Pour les articles homonymes, voir Masson.
Alphonse-Charles Masson (Paris, 1810 - Courbevoie, 1898) est un peintre, pastelliste, dessinateur, graveur aquafortiste et occasionnellement buriniste français.
Il a collaboré à une importante quantité d'ouvrages, exécutant principalement des gravures de reproduction. 

## Biographie

### Origines et jeunesse
Alphonse-Charles est né le 10 mai 1810 à Paris. Il descend d'Antoine Masson, célèbre graveur parisien au XVIIe siècle.
Il est l'élève d'Ingres et d'Alexandre-Gabriel Decamps et expose au Salon à partir de 1836. Il grava une suite de dix eaux-fortes d'après des tableaux de Decamps en 1840. Durant les années 1830, il réside au 9 rue Childebert, dans un immeuble qui héberge des artistes débutants, formant communauté, appelée « La Childebert ».
Comme dessinateur, il fournit, en 1831, des illustrations aux Misères des enfants trouvés d'Eugène Sue, sans doute son premier travail dans ce domaine.
Il abandonne peu à peu la peinture pour se consacrer à la gravure et sa longue carrière témoigne d'un certain succès. Sa technique d'aquafortiste fait une large place aux effets d'encrage ; il a aussi pratiqué le vernis mou.
Il signe « A. Masson ».

### Le graveur de reproduction
L'œuvre gravé de Masson comporte dans sa très grande majorité des pièces exécutées d'après les tableaux ou dessins de ses amis : Jean-Baptiste Millet, Théodore Rousseau, Louis Marvy et surtout Théodule Ribot, ces deux derniers étant des graveurs confirmés et des rénovateurs de l'art de l'eau-forte. 
On compte aussi de nombreuses illustrations pour des ouvrages. Ainsi, il commence sa carrière en gravant des illustrations d'Aaron Martinet (1762-1841), puis pour Le Comte de Monte-Cristo d'Alexandre Dumas (1846), Les Mystères du Peuple d'Eugène Sue (1849-1857) ou encore Rome ancienne et moderne de Jean-Bernard Mary-Lafon (1852).
En 1869, il collabore aux deux tomes de l'Histoire des peintres de toutes les écoles de Charles Blanc.
En 1876, il interprète en eaux-fortes cinquante-trois photographies de Charles Reutlinger pour L'Opéra, un ouvrage de Henry Cohen (1806-1880). La maison d'Adolphe Goupil fait appel à son talent pour la Galerie photographique, ainsi que l'éditeur Albert Bucquet pour La Photographie artistique.
Il participe à deux éditions illustrées des œuvres de Victor Hugo, celle de Pierre-Jules Hetzel et Albert Quantin (1885-1888), puis celle de l'« Édition nationale » (1885-1897).
En 1887, la galerie Bernheim-Jeune édite un album des peintures de Théodule Ribot, suite gravée par les soins de Masson.
Certains de ces travaux paraissent dans des revues comme L'Artiste (à partir de 1849) et L'Art.

### Le graveur original

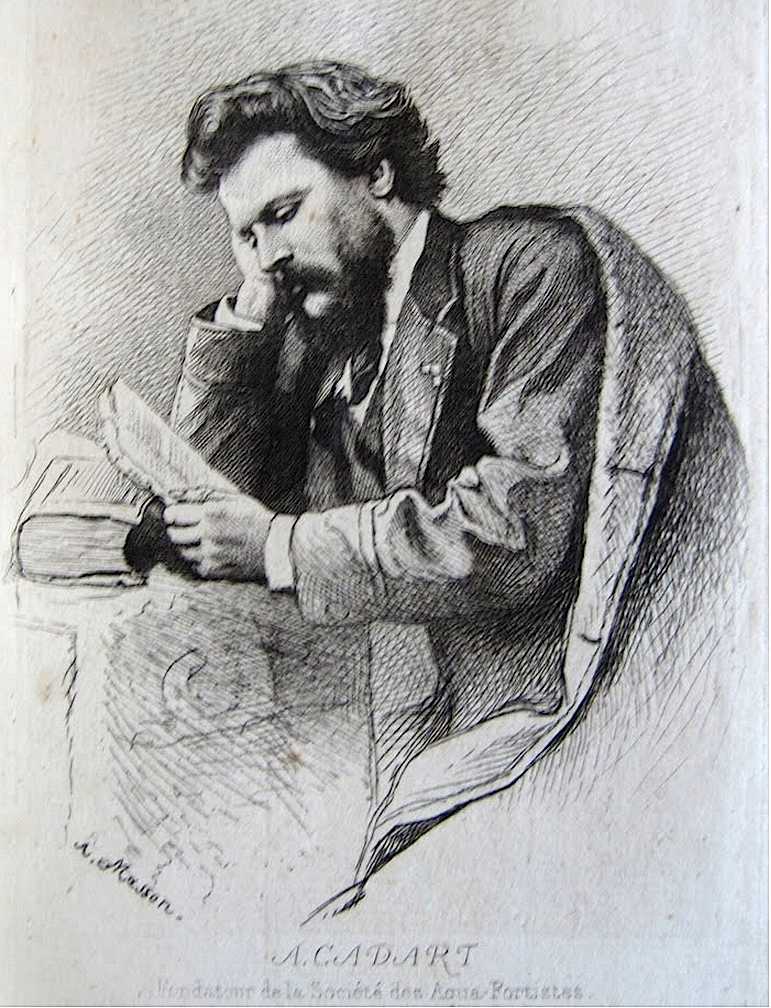
Alfred Cadart (avant 1874), eau-forte.

L'œuvre gravé comporte tout de même des pièces originales, surtout des portraits qui servent de frontispices à des ouvrages. Par ailleurs, Masson est l'un des premiers membres de la Société des aquafortistes lancée par Alfred Cadart en 1862 et qui ne rassemblait que des travaux originaux. Masson devint son homme de confiance, et servit même d'arbitre lors de la liquidation de la Société Cadart et Luquet en 1867. On connaît un portrait gravé de Cadart, jeune, par Masson, imprimé par Auguste Delâtre. Il a donné deux eaux-fortes à L'Illustration nouvelle (1868). 
Il est l'auteur du timbre d'authentification des planches publiées dans L'Estampe moderne (1897-1899).
Parmi ses derniers travaux figure la série des vues du vieux Pontoise (1896).
Il meurt à Courbevoie le 3 mai 1898.

## Collections publiques
- Le département des estampes et de la photographie de la Bibliothèque nationale de France.
- La Chalcographie du Louvre possède en son fonds plus de 200 estampes.
- Le British Museum conserve également quelques pièces[7].
- Le musée national du château de Compiègne possède une suite de portraits gravés[8].
- Le musée Tavet-Delacour de Pontoise trois pastels datés 1896[9].
- Le musée de la Faïence de Nevers, deux estampes[10].
- Le musée de Grenoble : plusieurs estampes

## Salons
- 1885 : Exposition internationale de blanc et noir.

## Galerie

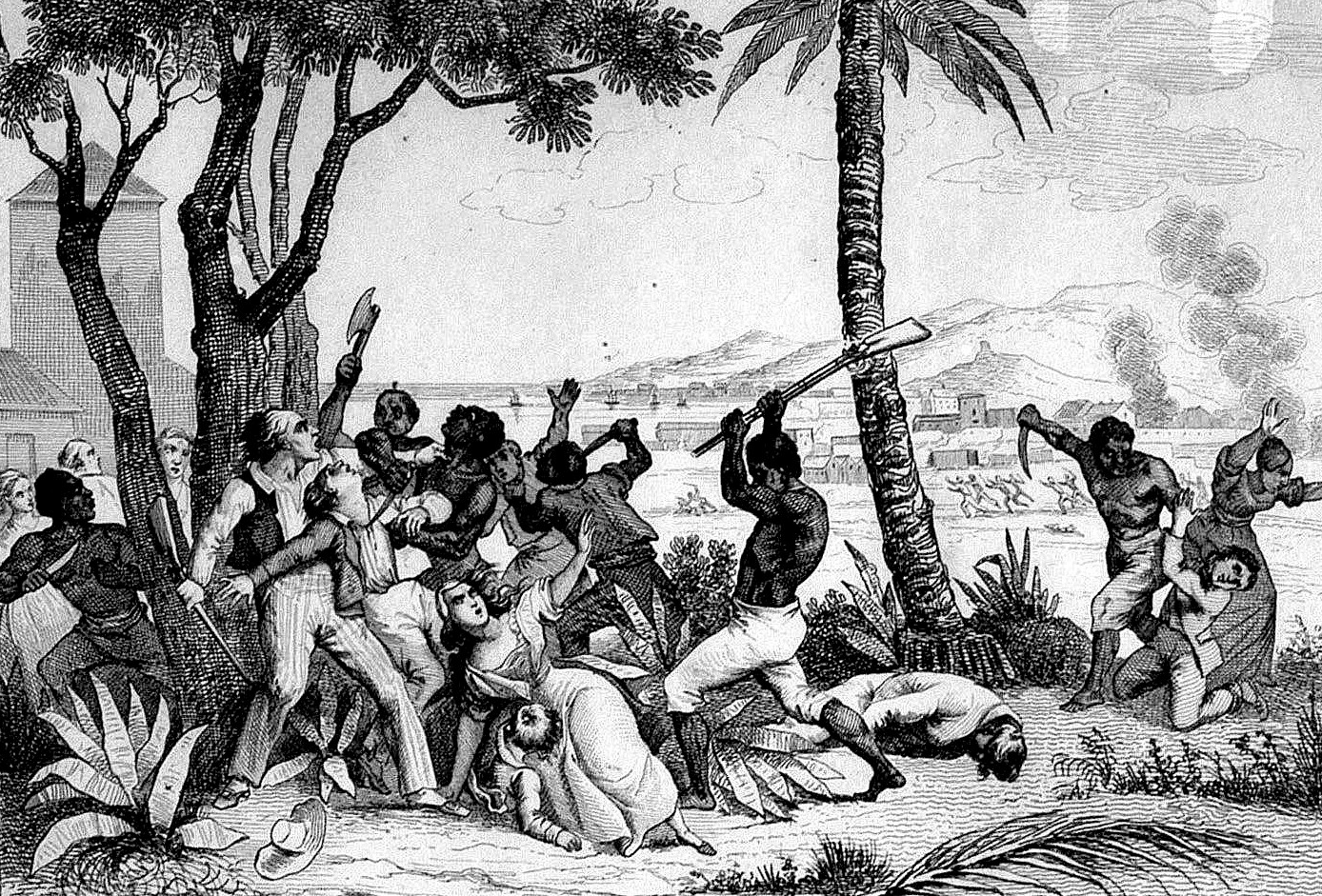
Révolte des esclaves de Saint-Domingue en 1791 (1833), d'après Aaron Martinet.
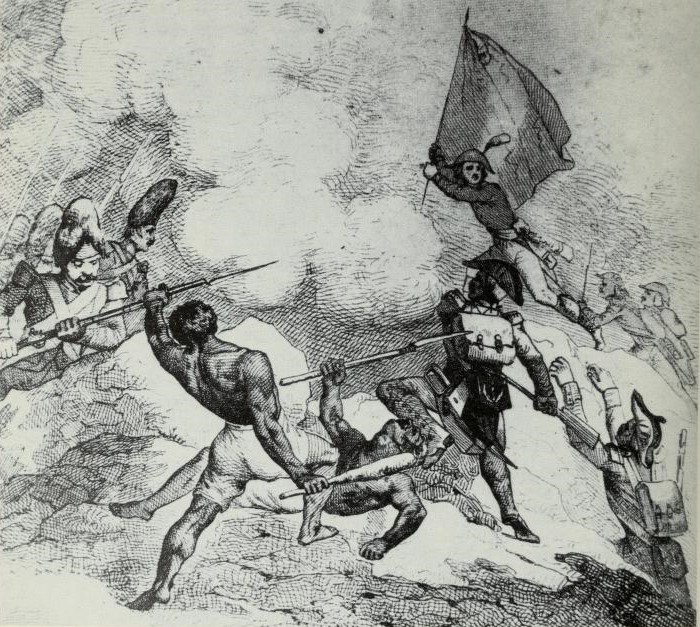
Prise du fort Fleur d'épée en 1794 (1833), d'après Aaron Martinet.
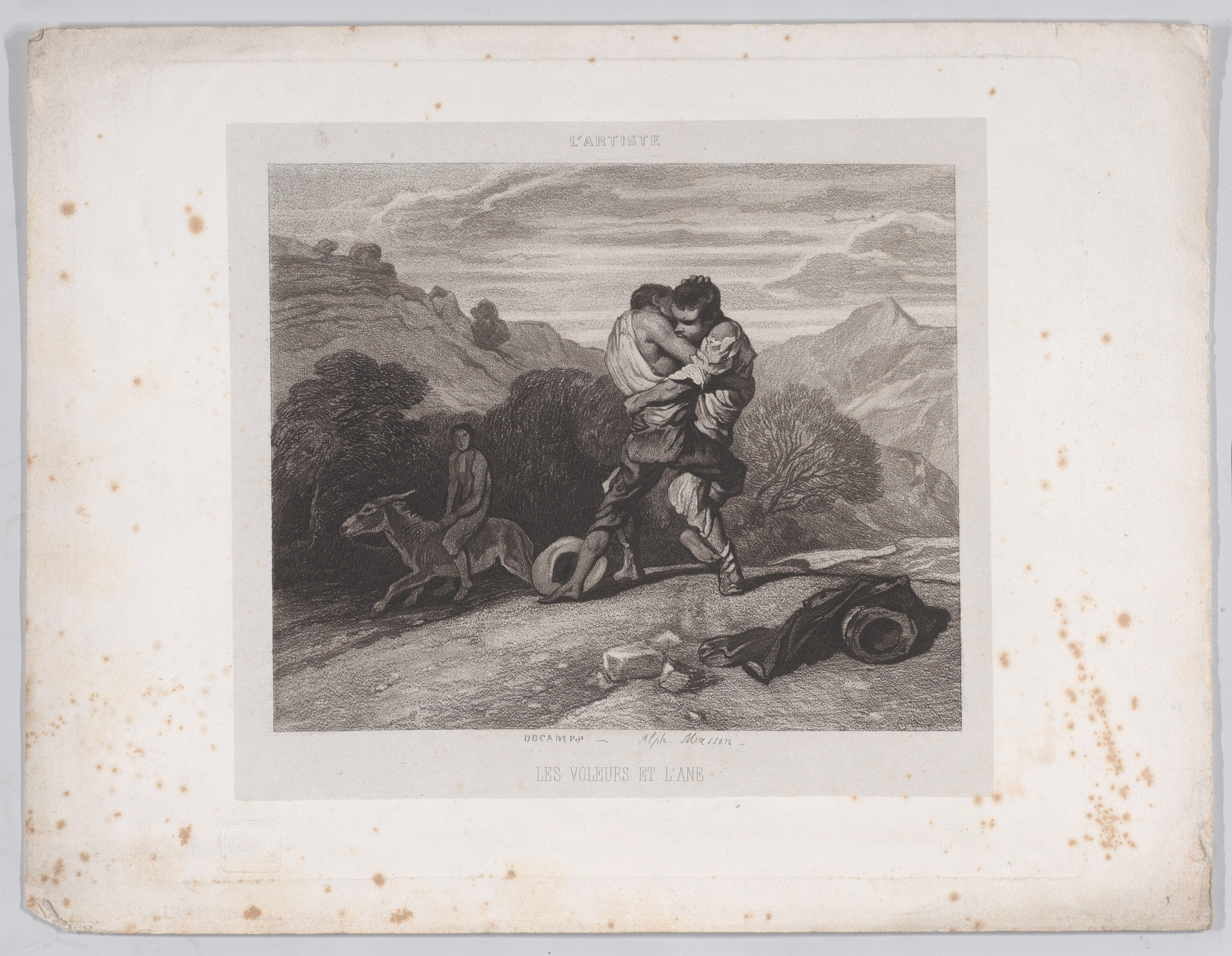
Les voleurs et l'âne (1849), lithographie d'après Decamps publiée dans L'Artiste.
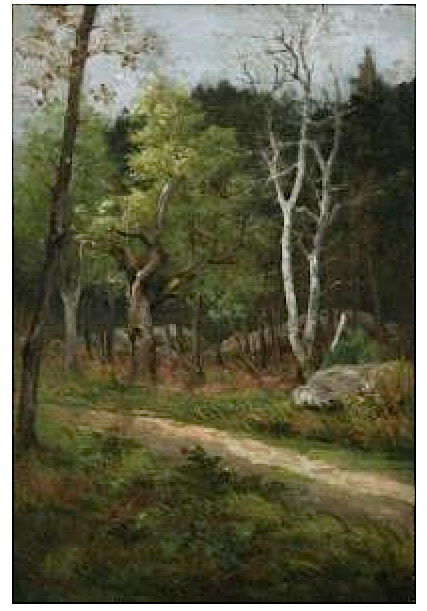
Forêt de Barbizon et bouleaux (avant 1898), huile sur toile, localisation inconnue.